# Doğan Bayraktar
Doğan Bayraktar (* 24. April 1995 in Istanbul) ist ein türkischer Schauspieler.

## Leben und Karriere
Bayraktar wurde 1995 in Istanbul geboren. An der Nişantaşı-Universität studierte er Logistik für Zivilluftfahrt und nahm 2015 an dem von Erkan Özerman  organisierten Modelwettbewerb Bestes Model der Türkei teil. Er belegte den zweiten Platz. Seine ersten Schauspielerfahrungen sammelte Bayraktar mit der Serie Savaşçı, die 2017 auf FOX ausgestrahlt wurde. Danach übernahm er eine Rolle in der Serie Hercai. Auch spielte er den Korkut Buğra Orbay in der Serie Börü 2039, die zwischen 2021 und 2022 auf BluTV lief. 2022 spielte er die Rolle des Ekin in der TV-Serie Gülümse Kaderine, die auf FOX zu sehen war.

## Filmografie
Fernsehserien
- 2017–2020: Savaşçı
- 2020: Hercai
- 2022: Gülümse Kaderine

Digital
- 2021–2022: Börü 2039[2]